# カップ・コルス

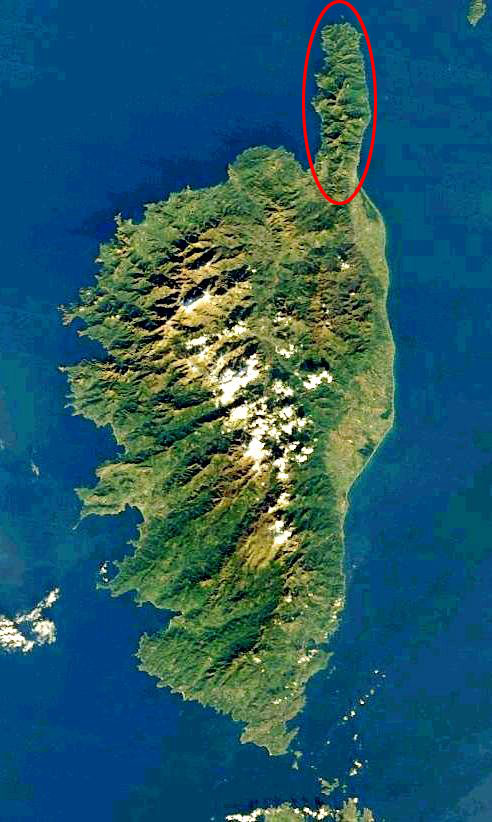
カップ・コルスの位置

カップ・コルス （フランス語: Cap Corse、コルシカ語:Capicorsu）は、フランス、コルス島（コルシカ島）北端の半島。カップ・コルス住民は自らの住む土地を『島の中の島』（フランス語:l'île dans l'île、コルシカ語:l'Isula ind'è l'Isula）と呼ぶ。

## 地理・気候
カップ・コルスは、北へ突き出た岬の名称ではなく、半島全体の名称である。半島の付け根にあるバスティアから北のサン＝フロランまで、南北40km、幅10kmから15kmの広さがある。半島の中央部を南北に山地が走る。南のピニュ山地は標高960m、北のカステル山地は540mである。カップ・コルス最高峰は標高1322mのシマ・ディ・エ・フォリーシエ（fr）である。
カップ・コルスの海岸線はギザギザに入り組んだ複雑な形状で、数箇所の砂浜がある。地形は通常、海に向かって急に標高が低くなっている。カップ・コルスを一周する約110kmのD18道路を走ると、コーニスに似たパノラマが広がる。カップ・コルスの先端の岬には、海上からの攻撃を防ぐため建設されたジェノヴァ共和国時代の塔（fr）3つが集中してそびえる。
カップ・コルスは地中海性気候である（ケッペンの気候区分ではCsa）。
| カップ・コルスの気候の気候     | カップ・コルスの気候の気候 | カップ・コルスの気候の気候 | カップ・コルスの気候の気候 | カップ・コルスの気候の気候 | カップ・コルスの気候の気候 | カップ・コルスの気候の気候 | カップ・コルスの気候の気候 | カップ・コルスの気候の気候 | カップ・コルスの気候の気候 | カップ・コルスの気候の気候 | カップ・コルスの気候の気候 | カップ・コルスの気候の気候 | カップ・コルスの気候の気候 |
| 月                             | 1月                        | 2月                        | 3月                        | 4月                        | 5月                        | 6月                        | 7月                        | 8月                        | 9月                        | 10月                       | 11月                       | 12月                       | 年                         |
| ------------------------------ | -------------------------- | -------------------------- | -------------------------- | -------------------------- | -------------------------- | -------------------------- | -------------------------- | -------------------------- | -------------------------- | -------------------------- | -------------------------- | -------------------------- | -------------------------- |
| 平均最高気温 °C （°F）         | 12.2 (54)                  | 12.2 (54)                  | 14 (57)                    | 16.2 (61.2)                | 20.4 (68.7)                | 24.1 (75.4)                | 27.4 (81.3)                | 27.6 (81.7)                | 24.1 (75.4)                | 20.1 (68.2)                | 15.7 (60.3)                | 13.2 (55.8)                | 19 (66)                    |
| 日平均気温 °C （°F）           | 10.4 (50.7)                | 10.2 (50.4)                | 11.7 (53.1)                | 13.5 (56.3)                | 17.4 (63.3)                | 21 (70)                    | 24.3 (75.7)                | 24.6 (76.3)                | 21.6 (70.9)                | 18 (64)                    | 13.8 (56.8)                | 11.4 (52.5)                | 16.5 (61.7)                |
| 平均最低気温 °C （°F）         | 8.5 (47.3)                 | 8.1 (46.6)                 | 9.3 (48.7)                 | 10.9 (51.6)                | 14.5 (58.1)                | 17.9 (64.2)                | 21.1 (70)                  | 21.5 (70.7)                | 18.9 (66)                  | 15.8 (60.4)                | 11.9 (53.4)                | 9.5 (49.1)                 | 14 (57)                    |
| 降水量 cm （inch）             | 46.8 (18.43)               | 44 (17.3)                  | 48.9 (19.25)               | 48 (18.9)                  | 33.7 (13.27)               | 25.8 (10.16)               | 7 (2.8)                    | 18.5 (7.28)                | 64 (25.2)                  | 86.2 (33.94)               | 83.5 (32.87)               | 51.2 (20.16)               | 557.7 (219.57)             |
| 出典：1971年から2000年のデータ |                            |                            |                            |                            |                            |                            |                            |                            |                            |                            |                            |                            |                            |

## 歴史

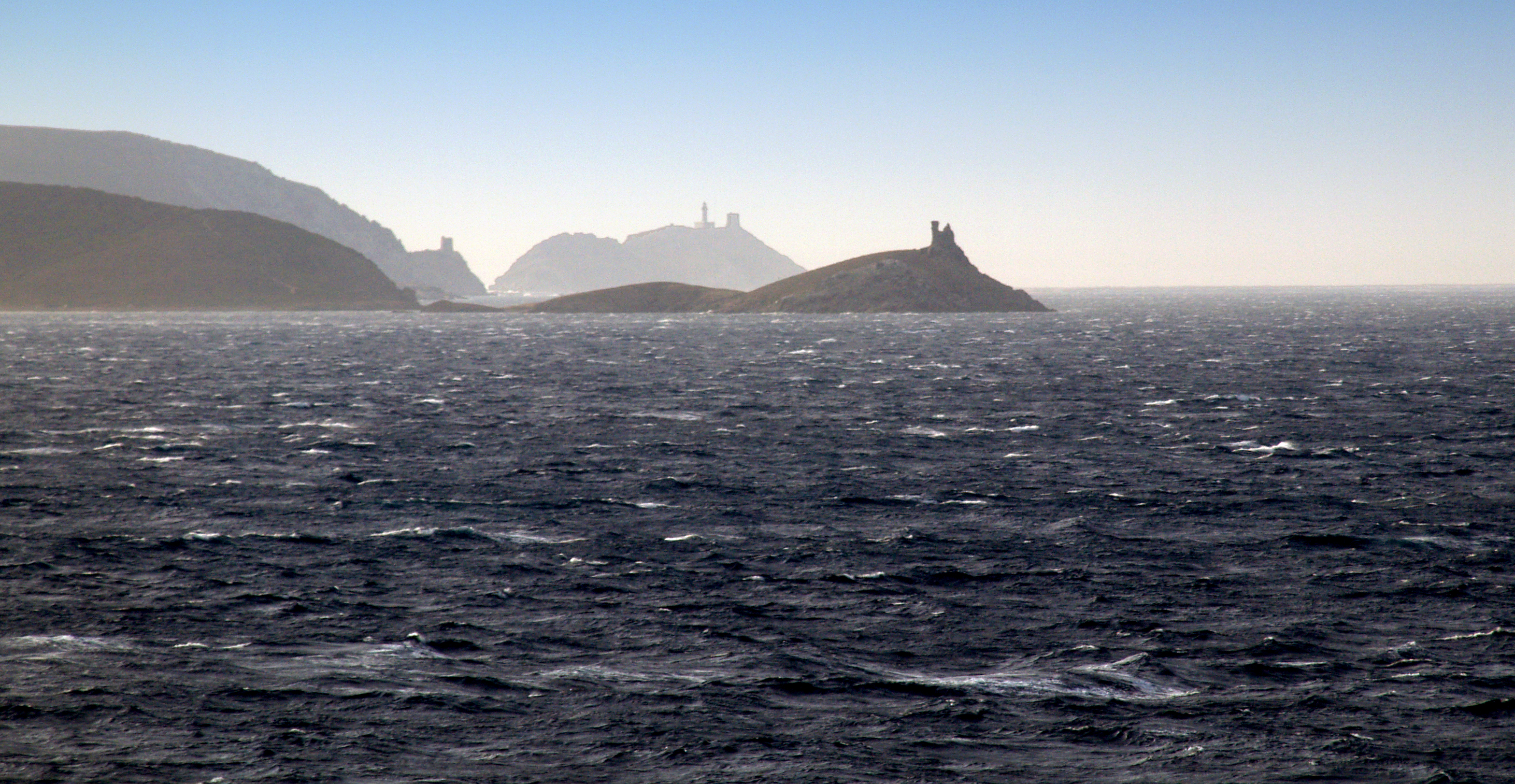
ジェノヴァ支配時代の塔

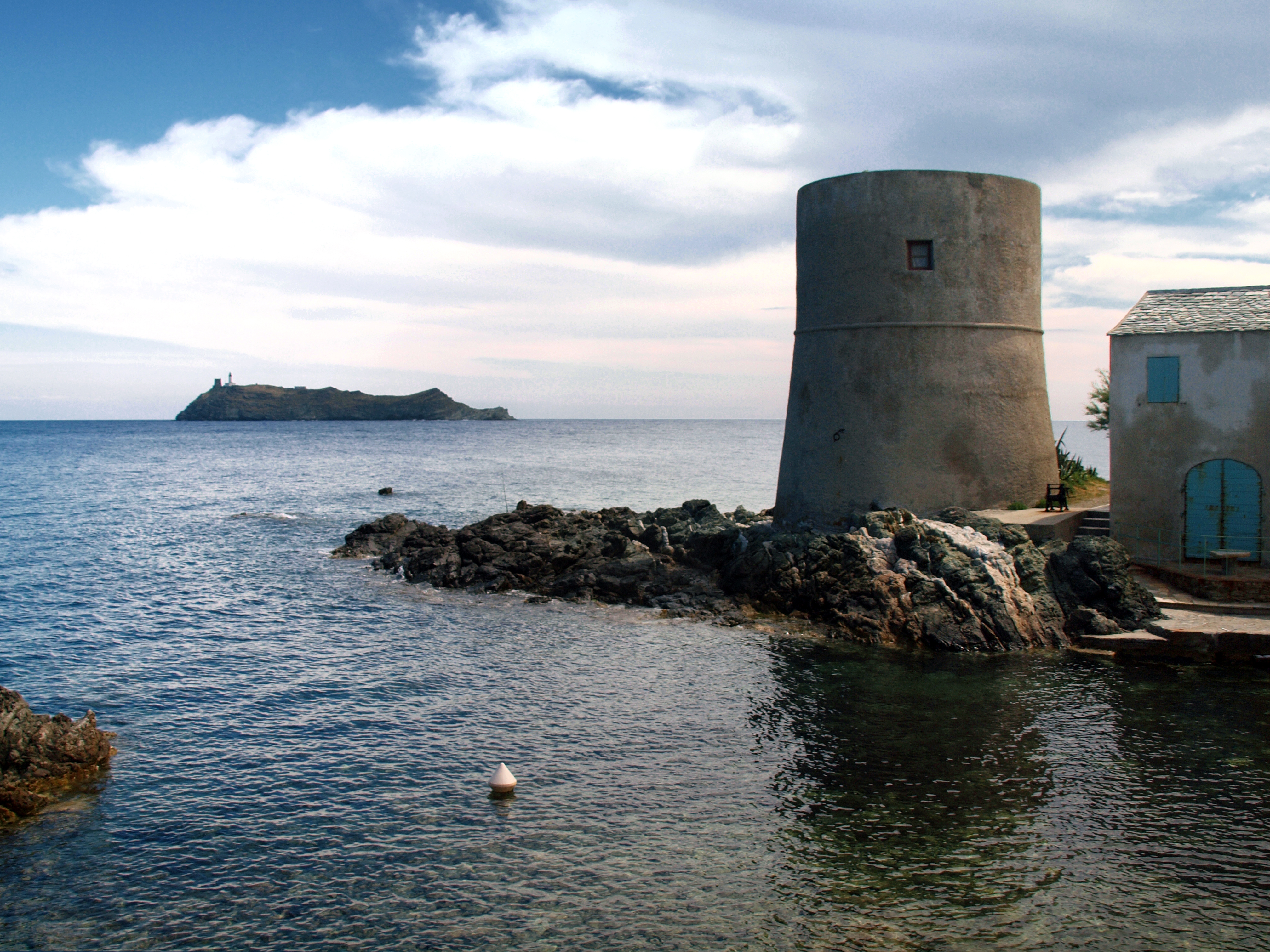
ジラリアに残るジェノヴァ支配時代の塔

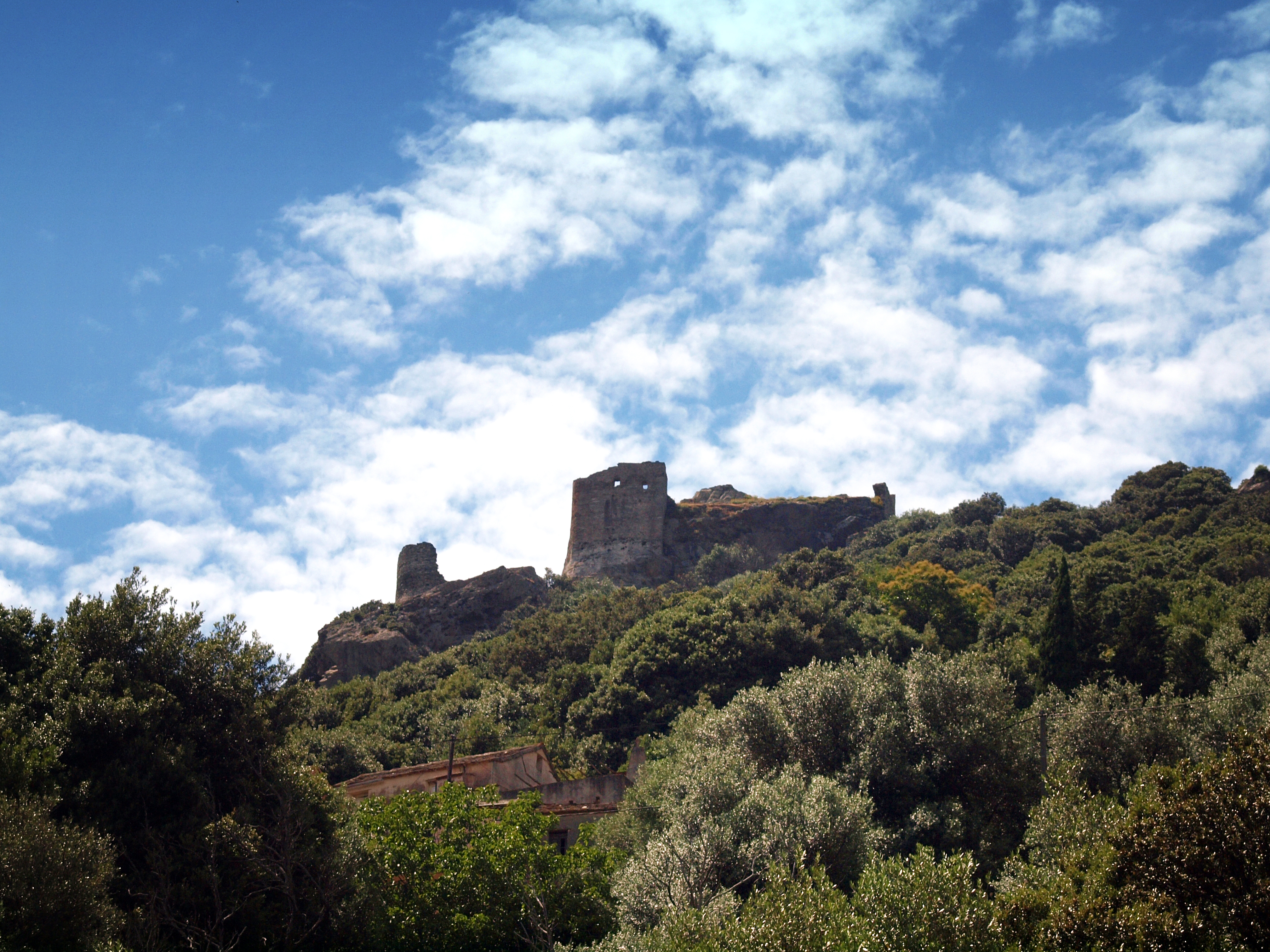
ロリアノに残るダ・マーレ家の城の廃墟

カップ・コルスで発見された最も古い人類の骨格は、約6000年前のものである。
古代ギリシャの地理学者プトレマイオスが、コルス島の北東端をhieron achron（聖なる半島）と記したのが最古の記録であり、ローマ人はラテン語でsacrum promontoriumと呼んだ 。
カップ・コルスにはウァナシニ族が住み着き、テソロ、トーレ、ヴィッテラジュに砦を築いていた。紀元前7世紀、エトルリア人たちは鉄を作りワインや穀物を生産するウァナシニ族と交易を行っていた。
紀元前545年、キュロス2世がポカイアを征服すると、3万人ものイオニア人が、エトルリア人とカルタゴ人との交易地である場所を奪おうとアレリア、そしてコルシカ全体を欲した。紀元前111年、ローマがウァナシニ族を駆逐し多くの平野を奪った。この時代にローマ人たちが多くの定住地を築いた。
セネカはコルシカで亡命時代を過ごしたとされている。 ローマ支配下において、神殿が各地に建てられた。
ローマ衰退後、強力な支配者に支配されることのなかったコルシカは、ヴァンダル族、ロンゴバルド族、海賊に襲撃され、長い不安と混沌の時代を送った。457年、コルシカを襲ったヴァンダル族はVicus Aurelianus（ロリアノ）を廃墟とした。534年、島は東ローマ帝国の侵攻を受けた。754年にロンゴバルド族の侵攻が起こり、タミナ（トミノ）が襲撃された。774年、カール大帝に敗北したロンゴバルド族はコルシカをローマ教皇ハドリアヌス1世へ割譲した。8世紀初めから、沿岸部をサラセン海賊が襲撃し始めた。734年、海賊はノンザを燃やし、824年にはネッビオを焦土にした。9世紀半ば、コルシカの実質的な領主、トスカーナ侯爵ボニファッチョ2世は海賊に襲われるコルシカを放棄した。住民2万人あまりがローマに逃れた。
封建主義が表れると、イスラム教徒からの再征服が進められ、ウーゴ・コロンナがローマ教皇によってコルシカ伯爵とされた。島の北東部はボニファッチョ2世の子孫オベルトが領有を主張した。オベルトはマラスピーナ家およびオベルテンジ家の先祖である（後世、40箇所もの城を築くグリエルミ・ディ・コルトーナ侯爵の家系）。各地に地方貴族がおり、貴族間の争いにはピサ共和国やジェノヴァ共和国が加担していた。
9世紀終わりから11世紀初めまでのカップ・コルスは民が自治を行っていた。私有地は非常にまれであった。行政組織が土地を管理し、農民はアマを栽培していた。支配層は質のよいリネン織物の衣類を身につけたのに対し、下層民はヤギの毛でできた衣類を着ていた。カップ・コルスの岬の町は、トスカーナとの貿易で繁栄していた。
ジェノヴァの実効支配が中世後期から続いたが、その間もアラゴンやフランスが貴族間の戦いの背景にいた。16世紀初頭、コルシカをめぐって、フランスと同盟したトルコが沿岸を荒らし、ジェノヴァは神聖ローマ帝国と同盟して戦っていた。しかしジェノヴァは劣勢であり、1558年にはバスティアとカルヴィを領有しているにすぎなかった。
1559年にカトー・カンブレジ条約が結ばれコルシカがジェノヴァ領と認定されても、1563年までサラセン海賊が沿岸部を襲った。ジェノヴァは島に民法と刑法の特権を与え、これは1789年まで続いた。1592年、カポコルソ県（Capocorso）が島北部に置かれると、ダ・マーレ家が所有してきた封土が消滅することとなった。各コミューンをゴンファロニエーレが領有する体制が、ポデスタ（en）に置き換えられた。島の他の地域では次第にジェノヴァが影響力を失い始め、コミューンの力が強まった。
1757年、パスカル・パオリによってカップ・コルスはイタリアの独裁から脱した。1768年、ロリアノはフランスに新設されたカップ・コルス県の県都となった。

## 経済と文化遺産

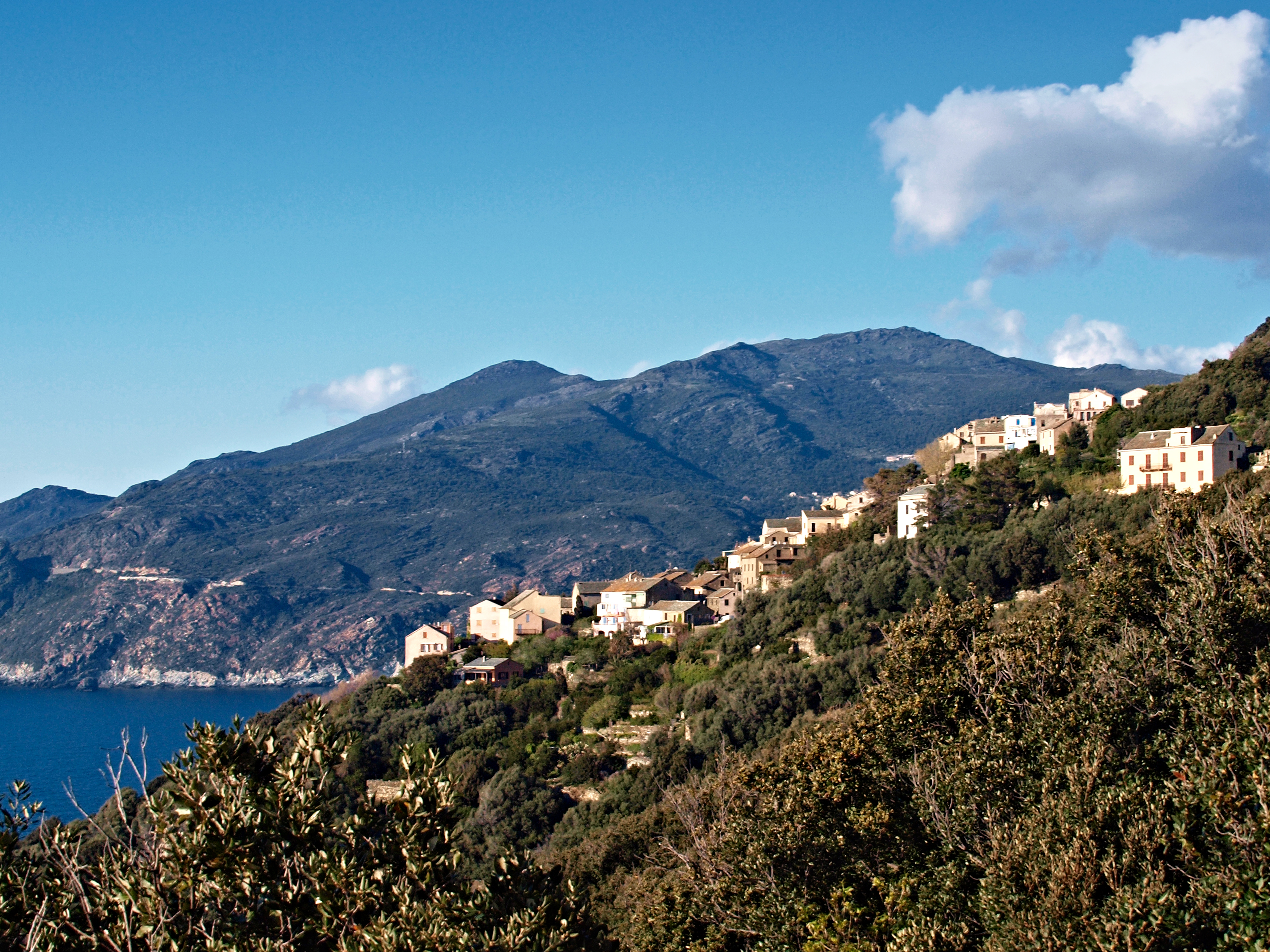
カップ・コルス西岸のコミューン、カナリ。斜面に住宅が続く

非常に特殊な港と集落によって、カップ・コルスの定住地はわずかばかりの土地の起伏の上に限られる。カップ・コルスのほぼ全てのコミューンは、多くの場合、1箇所か2箇所の港と海を一望できる、標高の高い場所に教会や礼拝堂を中心として村が集められている。かつてこうした小さな漁港は小川の奥に隠れ、砂浜に沿い、バルバリア海賊からの攻撃に脅かされていた。緊急時、小さな港は1箇所以上の監視塔に守られ、人口減少のために町は標高の高い場所に依存しなければならなかった。現在の漁港およびマリーナは、所属する郡庁所在地よりも多くの観光客を、特に夏の観光時期にひきつけている。
カップ・コルスは肥沃な土地と多様な農耕文化がある。ブドウ園、果樹園、オリーブ園である。特にかんきつ類は、長い間カップ・コルス住民にとって重要な収入源であった。今日、重要なワインのブドウ畑はカップ・コルス東側にある（ピエトラコルバラおよびロリアーノのAOCミュスカ・デュ・カップ・コルス）。カップ・コルス南部の重要なワインは、パトリモニオとバルバジオのAOCパトリモニオである。